# Niederglabach
Niederglabach (Luxemburgs: Nidderglabech) is een plaats in de gemeente Nommern en het kanton Mersch in Luxemburg. Niederglabach telt 13 inwoners (2012).
Uertschaft: Cruchten · Nommern · Niederglabach · Oberglabach · Schrondweiler

Lieu-dit: Beisten · Bourghof · Kleinbourghof · Schleiderhof · Seylerhof

Luxemburgse gemeenten · Kanton Mersch · Luxemburg